# Hirsauer Bauschule
Die Hirsauer Bauschule ist eine als Hypothese angenommene Bautradition der deutschen Romanik, basierend auf der Hirsauer Reform, die Abt Wilhelm von Hirsau in der zweiten Hälfte des 11. Jahrhunderts in Kloster Hirsau einführte. Spätere Bauten wären bewusst in den Formen der Hirsauer Klosterkirche gebaut worden, um den Geist der Kirchen- und Klosterreform baulich auszudrücken.
1091 wurde die heute ruinöse Abteikirche St. Peter und Paul geweiht, die vorbildlich für zahlreiche Kloster- und Stiftskirchen in Deutschland wurde. Als spätestes Beispiel gilt Kloster Schwarzach in der Gemeinde Rheinmünster. Als typische Bauten der Hirsauer Bauschule werden außerdem etwa angeführt: das Münster in Schaffhausen, die Klosterkirche Alpirsbach, die Klosterkirche Paulinzella, die Klosterkirche Hamersleben, die Klosterkirche Thalbürgel, die Klosterkirche Breitenau, die Klosterkirche Peter und Paul auf dem Petersberg (Erfurt), die Stadt-Klosterkirche in Gengenbach.

## Voraussetzungen
St. Peter und Paul als Prototyp der Hirsauer Bauschule war eine dreischiffige flach gedeckte Säulen-Basilika mit Querhaus und Staffelchor. Die Vierung war durch Schwibbögen auf allen vier Seiten gegenüber Langhaus, den Querschiffarmen und dem Chor geschieden, das östlichste Joch des Langhauses durch einen ähnlichen Bogen als kleiner Chorraum (chorus minor) abgeteilt. Der Hauptchor und die beiden Nebenchöre in der Flucht der Seitenschiffe waren rechteckig geschlossen. Die Ostwand des Hauptchores wurde in drei, die der Nebenchöre in zwei Altarnischen gegliedert. Die Ostwand der Querhausarme war an der Ostseite jeweils durch eine Apsis erweitert. An das Langhaus schloss westlich ein Atrium an. Die Westfassade wurde von zwei Türmen flankiert. Der Verzicht auf Emporen und eine Krypta der Hirsauer Kirche gelten ebenfalls als später übernommene, typische Elemente. Die strenge und einfache Form einer Säulenbasilika und der zurückhaltend verwendete, oft geradezu karge Bauschmuck mit Bevorzugung von Würfelkapitellen wurden als Ausdruck der strengen Gesinnung der Reformklöster gewertet, die sich so möglicherweise bewusst von prunkvollen kaiserlichen Bauten wie Speyer absetzen wollten.

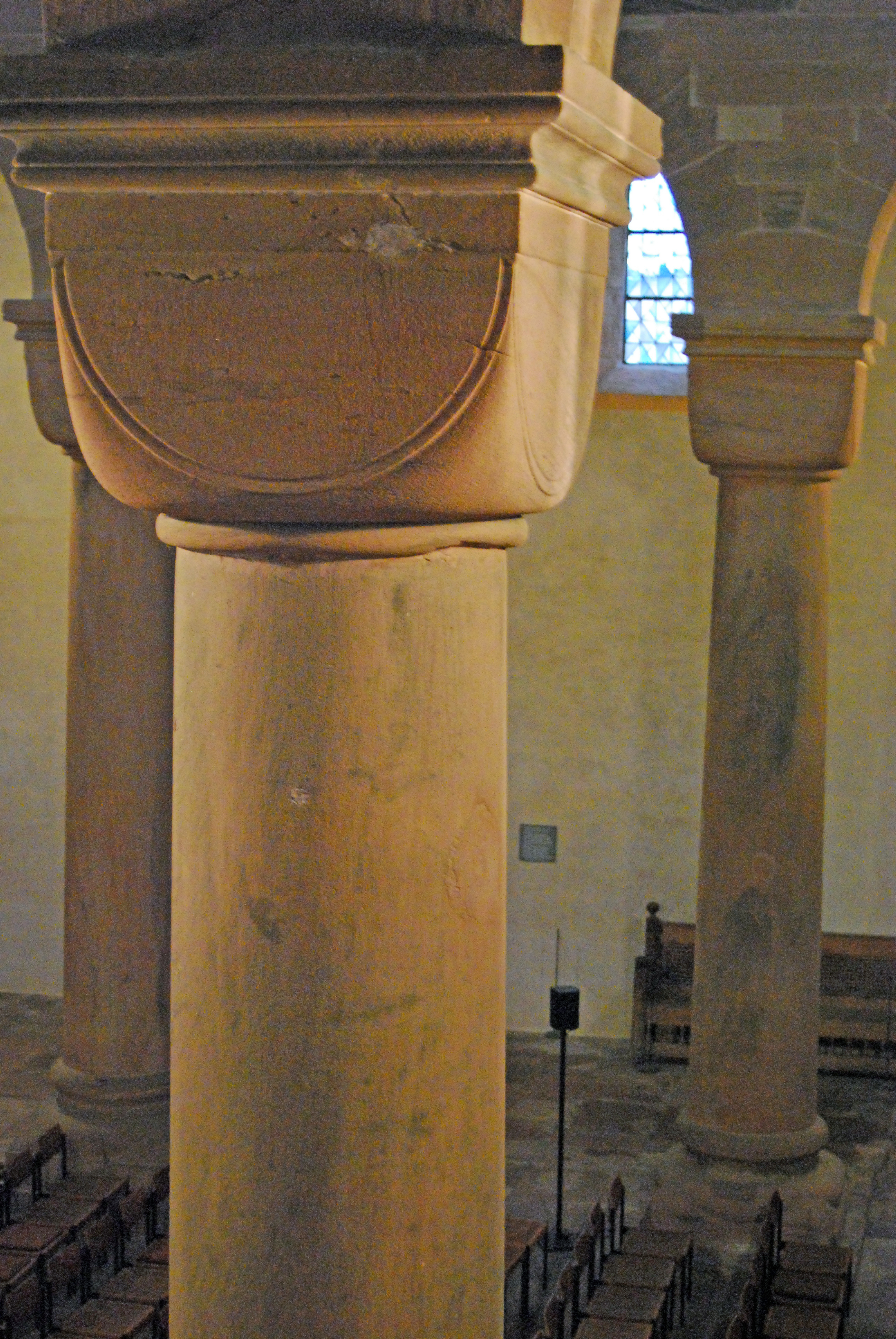
Kloster Alpirsbach Kapitell

Ob und welche Vorbildfunktion die Abteikirche Cluny II für Hirsau hatte, ist in der Forschung umstritten. Diese unterschiedlichen Thesen sind nur zum Teil ein Widerspruch. Grundlage für die Cluniazenser Architektur war die veränderte Liturgie, die zur Ausbildung von Staffelchören führte. Der Chordienst wurde in Cluny seit dem 10. Jahrhundert immer mehr ausgeweitet und beschränkte sich schließlich nicht nur auf den gesamten Tag, sondern umfasste auch viele Stunden der Nacht. Die differenzierte Architektur eines Staffelchors bot Raum für die zahlreichen Priestermönche der großen Klöster und die Aufstellung mehrerer Altäre, so dass die Mitglieder des Ordens den liturgischen Vorschriften nachkommen konnten, die nur eine Messe an einem Altar an einem Tag erlaubten. In jedem Fall war Hirsau wesentlich größer als Cluny II. Cluny II hatte eine Gesamtlänge von rund 60 Metern, das Langhaus in Hirsau hatte eine Länge von 110 Metern.
Als weitere mögliche Vorbilder für Hirsau werden aber auch die Klosterkirche in Limburg an der Haardt und die ursprünglichen Bauten der Münster in Konstanz und Straßburg angeführt, was auf eher lokale Traditionen verweisen würde.
Die unter der Bauherrschaft von Abt Majolus 981 vollendete Kirche Cluny II ist der früheste bekannte Staffelchor. Der Typus verbreitete sich dank des Erfolgs der Cluniazensischen Reform schnell in Frankreich und gelangte auch nach Deutschland. Dabei wurde der Staffelchor im Laufe der Jahrzehnte verändert und weiterentwickelt.

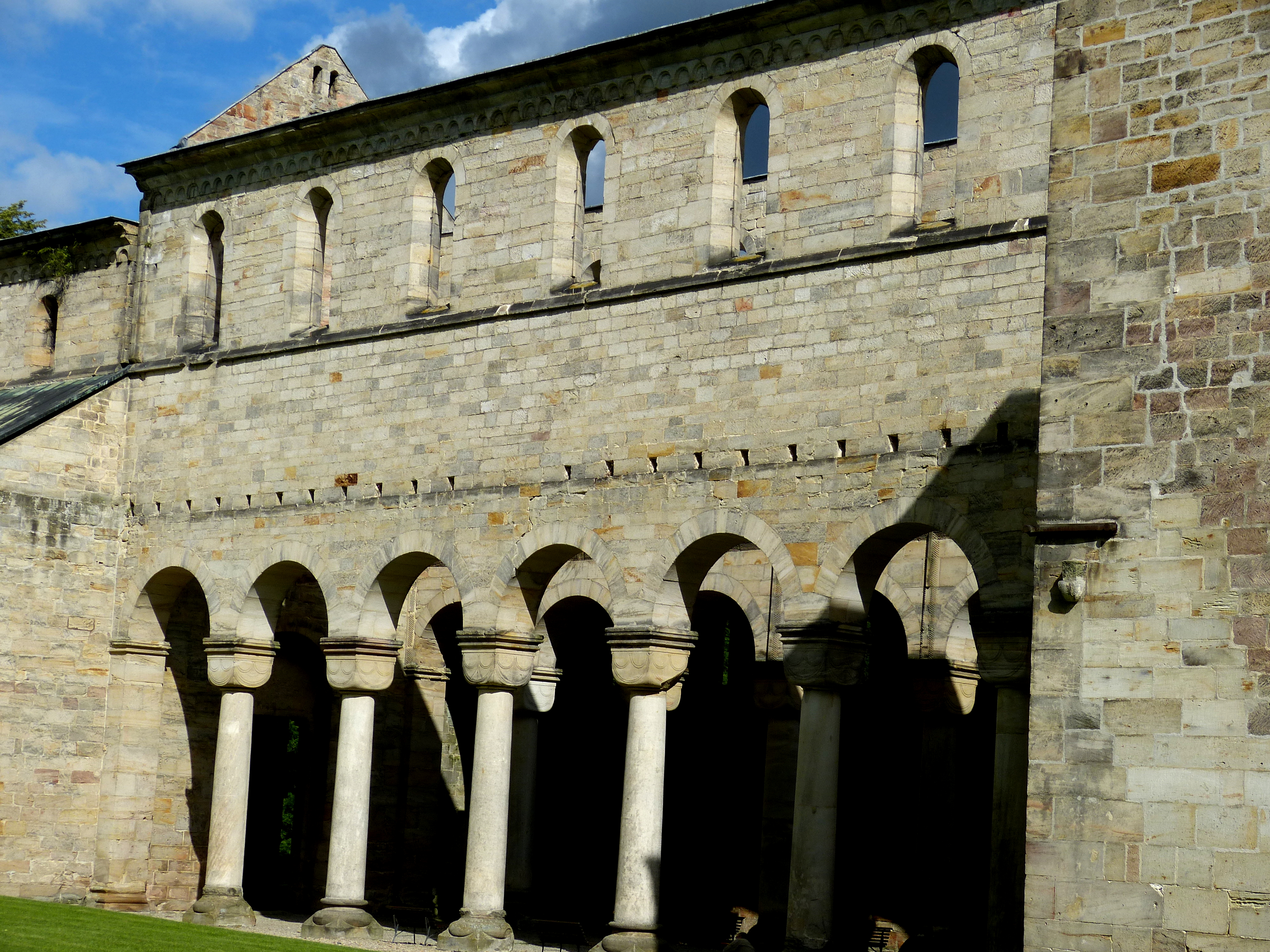
Paulinzella Klosterkirche – Kapitelle Langhaus mit Hirsauer Nasen

## Hirsauer Nase

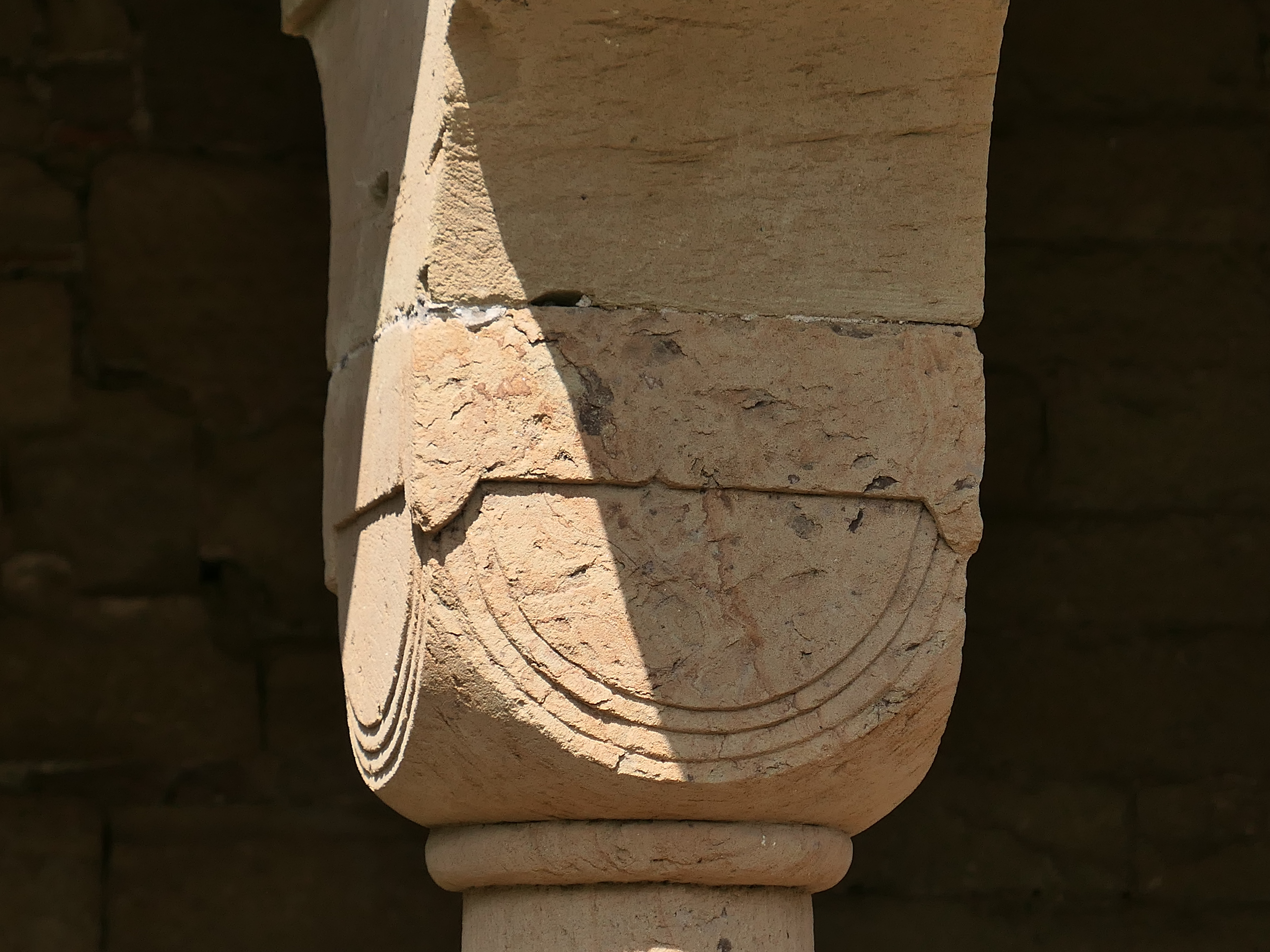
Maulbronn Kloster Kapitell mit Nase

Als Hirsauer Nase wird das kleine Eck am Ende des Schildbogens des Kapitells bezeichnet. In vielen romanischen Klosterkirchen, die auf die Hirsauer Reform zurückgehen, findet man diese Details wieder. Das einfache Würfelkapitell und der halbrunde übereinandergeblendete doppelte Schildbogen, das Schachbrettornament und die Hirsauer Nase auf dem Säulenkapitell an der Schnittstelle von Schildbogen und Deckplatte gehören zum Hirsauer Formenschatz. Die Hirsauer Nase ist ein untrügliches Kennzeichen der Hirsauer Peter- und Paulskirche.

## Forschungsgeschichte
Den Begriff Bauschule kann man für das Mittelalter grundsätzlich nicht in der gleichen Weise anwenden wie für die Neuzeit. In der Romanik darf man nicht von Schülern bzw. Studenten ausgehen, die von einem bestimmten Lehrer oder einer Gruppe von Lehrern den Beruf des Architekten an einer Hochschule lernten und dabei im Sinne einer bestimmten Stils geprägt wurden. Der Begriff Schule wird in der bauhistorischen Forschung für das Mittelalter verwendet, um zu zeigen, dass bestimmte Prototypen, wie in diesem Fall Cluny II und Hirsau, zahlreiche andere Sakralbauten beeinflusst haben.
Der Terminus „Hirsauer Bauschule“ wurde von Georg Dehio 1892 in die Wissenschaft eingeführt. Für die Verbreitung des Bautyps, dessen Vorbild er in Burgund sieht, waren nach seiner Auffassung die bauhandwerklich tätigen Laienbrüder verantwortlich. 1919 präzisiert Dehio seine Gedanken.  Nach wie vor sieht er St. Peter und Paul als „Musterbau“ der Hirsauer Schule, schließt aber jetzt den burgundischen Einfluss weitgehend aus und bezeichnet die Kirche als „durchaus deutsch“.
Dehios Thesen waren allgemein anerkannt, bis Manfred Eimer sie 1937 in Frage stellte. Er bezweifelte eine Hirsauer Bauschule, die durch Laienbrüder verbreitet wurde, und bezeichnete die damit in Zusammenhang gebrachte Architektursprache als „Allgemeingut“ des 11. Jahrhunderts.
Diese extreme Meinung erwies sich allerdings nicht als konsensfähig. Bereits 1939 konstatierte Edgar Lehmann, dass es selbstverständlich eine „reformerische Bautätigkeit“ des Klosters Hirsau gegeben habe. Die von Dehio ins Spiel gebrachten Bautrupps, die von Kloster zu Kloster zogen, um dort zu arbeiten, wies er aber zurück.
Maßgeblich ist bis heute die 1950 erschienene Dissertation von Wolfbernhard Hoffmann. Seitdem werden die wandernden Hirsauer Bautrupps nicht mehr ernsthaft diskutiert. Allerdings zweifelt auch niemand mehr daran, dass von Hirsau wichtige Impulse für die Sakralarchitektur ausgegangen sind.
Stefan Kummer fasst den Forschungsstand 2006 zusammen und folgert in nachvollziehbarer Weise: „Freilich erschöpft sich die Nachfolge, welche die Hirsauer Klosterkirchen fanden, nicht in der Wiederholung der Hirsauer Eigentümlichkeiten, vielmehr ist zu beobachten, dass die Kirchenbauten der Klöster, welche von Hirsau gegründet oder reformiert wurden, wesentliche Züge der Gesamterscheinung, des Charakters und des ‚Geistes‘ der Hirsauer Kirchen wiederzugeben bestrebt sind. An der Vermittlung waren mit Sicherheit Hirsauer Mönche beteiligt, auf welche Weise dies geschah, muss freilich offen bleiben.“
Die Rezeption der Hirsauer Abteikirche verlief ähnlich wie die von Cluny II. Prägende Elemente dieser innovativen Sakralarchitektur wurden innerhalb, aber auch außerhalb der Ordensgemeinschaft übernommen, aber meistens mit Elementen der jeweils landschaftstypischen Architektur verbunden. Einen nationalen Hirsauer Stil oder gar einen internationalen Cluniazenser Stil hat es niemals gegeben.
Man kann in St. Peter und Paul einen Gegenentwurf zum „Kaiserdom“ in Speyer sehen, der rund ein halbes Jahrhundert zuvor unter der Bauherrschaft der salischen Dynastie begonnen wurde.  Im Hinblick auf den Investiturstreit, in der Wilhelm von Hirsau eine klare Position bezog, hätte die Architektur dann eine eindeutige politische Aussage. Als St. Peter und Paul 1082 begonnen wurde, ließ Heinrich IV. das Mittelschiff in Speyer erhöhen und mit gewaltigen Kreuzgratgewölben überspannen. Wilhelm von Hirsaus Entscheidung für eine Flachdecke vermittelt nicht nur einen völlig anderen, und zwar kastenartigen Raumeindruck, sondern steht auch in einer langen Tradition, die sich bis zu den frühchristlichen Basiliken in Rom zurückverfolgen lässt. Stefan Kummer meint: „In der Wahl dieses Typus zeigt sich zweifellos das Streben nach einer geistigen und geistlichen Kontinuität, die vielleicht als gefährdet angesehen wurde.“